# Boechera dispar
Boechera dispar là một loài thực vật có hoa trong họ Cải. Loài này được (M.E.Jones) Al-Shehbaz mô tả khoa học đầu tiên năm 2003.